# Masali
Masali (cyr. Масали) – wieś w Bośni i Hercegowinie, w Republice Serbskiej, w gminie Višegrad. W 2013 roku liczyła 30 mieszkańców.